# (5180) Ohno
Pour les articles homonymes, voir Ohno.
(5180) Ohno est un astéroïde de la ceinture principale.

## Description
(5180) Ohno est un astéroïde de la ceinture principale. Il fut découvert le 6 avril 1989 à Kitami par Tetsuya Fujii et Kazuro Watanabe. Il présente une orbite caractérisée par un demi-grand axe de 2,39 UA, une excentricité de 0,06 et une inclinaison de 6,0° par rapport à l'écliptique.

## Compléments